# Black Hand (Erpressung)

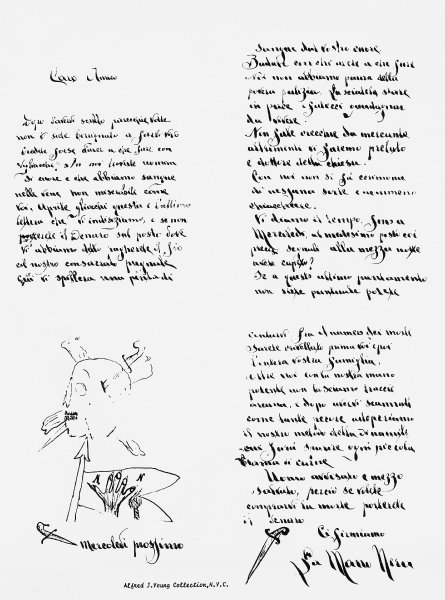
Erpresserbrief der Schwarzen Hand aus dem Jahr 1909

Die Black Hand (englisch ‚Schwarze Hand‘), auch bekannt als La Mano Negra, waren verschiedene Geheimbünde, die sich im 18. und 19. Jahrhundert insbesondere durch eine spezielle Form der Erpressung auszeichneten. Diese Methode, die in Süditalien entstand, gelangte mit italienischen Einwanderern in die USA, wo sie sich zu einem gefürchteten kriminellen Phänomen entwickelte. Besonders durch Figuren wie Ignazio Saietta wurde die Black Hand zur Grundlage organisierter Verbrecherstrukturen in Nordamerika.

## Geschichte
Der Begriff Schwarze Hand bezeichnete ursprünglich Geheimgesellschaften, die im 18. und 19. Jahrhundert insbesondere in Andalusien (La Mano Negra) und in Italien (La Mano Nera) operierten. In Italien etablierten diese Gruppen eine charakteristische Methode der Erpressung: Anonyme Drohbriefe, die mit einer schwarzen Hand unterzeichnet waren, wurden an potenzielle Opfer versandt. Diese Schreiben enthielten nicht nur massive Drohungen, etwa mit Entführung, Brandstiftung oder Mord, sondern oft auch Appelle an das Mitleid der Empfänger, indem die Verfasser ihre Armut beteuerten. In Süditalien wurden derartige Briefe daher weniger als reine Erpressung, sondern eher als lettere di scrocco ‚Schnorrerbriefe‘ wahrgenommen.
Bereits in den 1750er Jahren waren sizilianische und neapolitanische Erpresserbanden unter dem Namen Mano Nera aktiv.  Insbesondere in Sizilien und Neapel im damaligen Königreich von Neapel griffen sie auf Entführungen und Erpressung zurück, um ihre finanziellen Forderungen durchzusetzen. Als italienische Einwanderer im späten 19. Jahrhundert in großer Zahl in die USA gelangten, verbreitete sich auch diese Methode. Der Begriff Blackmail (Erpressung), ursprünglich abgeleitet von diesen unterschriebenen Drohbriefen, etablierte sich im englischen Sprachraum als Synonym für jegliche Form der Erpressung. Ein Erpresser wurde als Blackhander bezeichnet. Zudem entstand aus der Verballhornung des italienischen Begriffs ricatto (Erpressung) der Begriff „Racket(eering)“, der allgemein für organisierte Kriminalität verwendet wird.
Ein herausragender Vertreter dieser kriminellen Strukturen war Ignazio Saietta, ein aus Corleone stammender Sizilianer, der 1890 nach New York City emigrierte. Dort organisierte er die berüchtigte Black Hand Gang und perfektionierte die Praxis der Erpresserbriefe, die mit einer schwarzen Hand signiert waren. Saietta gilt als eine der Schlüsselfiguren in der Entwicklung der US-amerikanischen La Cosa Nostra. Parallel zu ihm baute Charles Matranga in New Orleans eine weitere Black Hand Gang auf, die zu den Vorläufern des organisierten Verbrechens in den Vereinigten Staaten zählte. Besonders im Zusammenhang mit der Ermordung des Polizeichefs von New Orleans durch Mitglieder des Matranga-Clans sowie den darauf folgenden Lynchmorden tauchte erstmals der Begriff Mafia in der US-amerikanischen Presse auf.
Da sich nicht alle Blackhander innerhalb einer organisierten Bande bewegten, wurde Black Hand nicht nur als Bezeichnung für eine konkrete Gruppe, sondern für die kriminelle Methode an sich verwendet. Besonders in den USA verbreitete sich diese Praxis zu Beginn des 20. Jahrhunderts rasch, sodass zahlreiche Trittbrettfahrer Erpresserbriefe mit der Schwarzen Hand unterzeichneten, eine Art „kriminelle Modeerscheinung“.
Auch prominente Persönlichkeiten wurden Opfer dieser Methode: So erhielt der weltberühmte italienische Tenor Enrico Caruso 1913 Drohbriefe der Black Hand und entkam später auf Kuba nur knapp einem Bombenanschlag.

## Adaptionen
- 1933: Raymond Chandler: Blackmailers Don’t Shoot; Kurzgeschichte (Sämtliche Werke, Band 1. Deutsch von Gunar Ortlepp. Diogenes, Zürich 1980, ISBN 3-257-20132-X)
- 1986: Philip Marlowe, Private Eye – Blackmailers Don’t Shoot: US-amerikanischer Film